# コンドウアキ
コンドウ アキ（1977年2月12日 - ）は、日本のイラストレーター、キャラクターデザイナー。愛媛県松山市出身。

## 来歴
女子美術大学短期大学部造形学科情報デザイン専攻卒業後、1997年にサンエックスに入社。同社デザイン室に所属。サンエックスでみかんぼうや（キャラ原案）、リラックマ（キャラ原案）、あまぐりちゃん（第一弾キャラクター商品・書籍を担当）などのヒット作品を生み出す。
2003年にサンエックスを退社し独立。現在はフリーランスのイラストレーターとして活動をしながら、女子美術大学芸術学部アート・デザイン表現学科ヒーリング表現領域特別招聘教授（担当科目はキャラクター制作演習）として後進の指導を行っている。
2005年夏に長女、2009年春に次女を出産している。

## 人物
好きな事：食う・寝る・遊ぶ
好きな場所：温泉・四つ角・だだっ広いところ・原っぱ
好きなもの：アボカド・なまこ（生）・果物・刺身・肉・ビール・花火・雪・祭り
本人曰く、充分に寝ないと動けない。

## エピソード
- 母は看護師である。
- 長女の愛称「トリペ」は、出産時お祝いで貰ったトリのぬいぐるみに長女がソックリだったことから。
- 次女の愛称「モッチン」は、姉であるトリペが命名した。
- 会社員時代、日曜日は一日中寝る日でありストレスと冷えで血尿を患っていた。
- 植物と相性が良くない。「水をやれば根元を腐らせ、水を控えればミイラ化させてしまう」。
- 元JUDY AND MARYのボーカル、YUKIのファンである。
- 2017年頃から斬新なクッキーやブローチ作りを自身のSNSに投稿。突然、可愛い設計図をアップするところから実況が始まるが、毎回簡単に「最大のピンチ」が訪れるため設計図から逸脱した作品が出来上がる。

## キャラクター
- みかんぼうや
- リラックマ
- ウーとワー
- あまぐりちゃん
- おくたん&だんなちゃん
- うさぎのモフィ
- モグッピー - 出身地・愛媛県松山市の食育推進キャラクター
- ショパン＆パンジー - 小学書写vキャラクター
- ワンダフルファミリー - るるぶ『こどもとあそぼ！』キャラクター
- PLATINUM　BOYS　- JUNON携帯サイトオリジナルキャラクター
- ニャーおっさん

## コミックエッセイ
- フリーな２人　フリーの立場を選んで世間に漕ぎ出した自身と夫の生活をセキララに綴っている。（2006年2月、ソニーマガジンズ）
- トリペと 妊婦、はじめました　自身の長女を妊娠し、出産、育児をする模様を描く。（2009年3月、主婦と生活社）
- ホッと歳時記　12ヶ月の季節と暮らしとご飯の話のイラストエッセイ。（2010年2月、大和書房）
- オカアチャン1年生―トリペと2（2011年4月15日、主婦と生活社）

## 絵本
上記キャラクター関連書籍は除く。
- しりとりおふろ（2007年3月、学研プラス）ISBN 978-4052027345
- こども絵本 いっしょにあそぼう おめめ おはな おくち（2010年11月、ジェイティビィパブリッシング）ISBN 978-4533080555
- こども絵本 いっしょにあそぼう　あいうえお（2010年11月、ジェイティビィパブリッシング）ISBN 978-4533080548
- かばくんとクレヨン（2014年2月、小学館）ISBN 978-4097265283
- ぴっかぴかえほん おふとんさん（2017年4月、小学館）ISBN 978-4097267096
- ぴっかぴかえほん おふとんさんとハリーちゃん（2018年4月、小学館）ISBN 978-4097267874
- ぴっかぴかえほん おふとんさんとねむれないよる（2019年10月、小学館）ISBN 978-4097253051
- MOEのえほん ゆめぎんこう（2020年10月、白泉社）ISBN 978-4592762751

## 広告
フルーチェキャンペーンキャラクター / ハウス
- 『みかんぼうやとフルーチェメイツ』（2003年春）
- 『みかんぼうやとフルーチェメイツ』（2004年春）
- 『みかんぼうやとフルーチェメイツ』（2005年春）
- 『みかんぼうやとフルーチェメイツ』（2006年春）
- リラックマ×ヴィッツ

## 書籍（イラスト等）
- 恋のコタロー占い（主婦と生活社）
- ぴこちゃんえほん（ひかりのくに、2005年・2006年・2007年～）
- 12歳の文学賞（小学館、2006年・2007年）
- ニャーおっさん（『りぼん』2015年1月号[2] - 2024年2月号、全2巻）

## その他
- 3月のライオン（第2話エンドカードイラスト）
- 西原理恵子の人生画力対決 第4巻（2011年12月、小学館）